# Muerte por dote
Las muertes por dote son muertes de mujeres casadas que son asesinadas o inducidas al suicidio por acoso continuo y tortura por parte de sus maridos y suegros por una disputa sobre su dote, lo que convierte a los hogares de mujeres en el lugar más peligroso para ellas. Las muertes por dote se encuentran predominantemente en la India, Pakistán, Bangladés e Irán.
La India reporta el mayor número total de muertes por dote, con 8.391 muertes de este tipo reportadas en 2010, lo que significa que hay 1,4 muertes por cada 100.000 mujeres. Las muertes por dote femenina representan del 40 al 50 por ciento de todos los homicidios femeninos registrados anualmente en la India, lo que representa una tendencia estable durante el período 1999-2016. Ajustado por población, Pakistán, con 2.000 muertes reportadas por año, tiene la tasa más alta de muertes por dote con 2,45 por cada 100.000 mujeres.
La muerte por dote se considera una de las muchas categorías de violencia contra las mujeres, junto con la violación, la quema de novias, las burlas de la víspera, la mutilación genital femenina y el lanzamiento de ácido.

## India
Las muertes por dote se relacionan con el suicidio o asesinato de una novia cometido por su esposo y su familia poco después del matrimonio debido a su insatisfacción con la dote. Por lo general, es la culminación de una serie de abusos domésticos previos por parte de la familia del marido. La mayoría de las muertes por dote ocurren cuando la joven, incapaz de soportar el acoso y la tortura, se suicida. La mayoría de estos suicidios son por ahorcamiento, envenenamiento o incendio. A veces la mujer muere al ser incendiada por su marido o suegros; esto se conoce como "quema de novias", y a veces se disfraza de suicidio o accidente. La muerte por quema de mujeres indias se ha atribuido con más frecuencia a conflictos de dote. En las muertes por dote, la familia del novio es la autora del asesinato o suicidio.
La India tiene, con mucho, el mayor número de muertes relacionadas con la dote del mundo, según la Oficina Nacional de Registros de Delitos de la India. En 2012, se notificaron 8.233 casos de muerte por dote en toda la India. Esto significa que una novia fue quemada cada 90 minutos, o los problemas de dote causan 1,4 muertes al año por cada 100.000 mujeres en la India.
Según un informe de 1996 de la policía india, cada año recibe más de 2.500 informes de quema de novias. La Oficina Nacional de Registros Criminales de la India (NCRB) informa que hubo 8.331 casos de muerte por dote registrados en la India en 2011. Los incidentes de muertes por dote durante el año 2008 (8.172) han aumentado un 14,4% con respecto al nivel de 1998 (7.146),mientras que la población de la India creció un 17,6% durante el período de 10 años. La exactitud de estas cifras ha recibido un gran escrutinio por parte de los críticos que creen que las muertes por dote están constantemente subnotificadas.
Las muertes por dote en la India no se limitan a ninguna religión específica.

### Prohibición
La Ley de Prohibición de la Dote de 1961 prohíbe la solicitud, el pago o la aceptación de una dote, "como contraprestación para el matrimonio", cuando la "dote" se define como un regalo exigido o dado como condición previa para un matrimonio. Los regalos dados sin una condición previa no se consideran dote y son legales. Pedir o dar dote puede ser castigado con una pena de prisión de hasta seis meses, o una multa de hasta 5.000 rupias (poco más de 50 euros). Reemplazó a varias leyes contra la dote que habían sido promulgadas por varios estados indios. El asesinato y el suicidio bajo coacción se abordan en el código penal de la India.
Activistas de los derechos de la mujer india hicieron campaña durante más de 40 años para que las leyes contengan las muertes por dote, como la Ley de Prohibición de la Dote de 1961 y la sección 498a más estricta del Código Penal de la India (promulgada en 1983). En virtud de la Ley de Protección de la Mujer contra la Violencia Doméstica de 2005 (PWDVA), una mujer puede poner fin al acoso a la dote dirigiéndose a un oficial de protección contra la violencia doméstica. Después de realizar investigaciones de campo, Shalu Nigam cuestionó la efectividad de estas leyes, escribiendo: "los tribunales con frecuencia terminaban ofreciéndoles asesoramiento obligatorio, lo que implica resultados no deseados y opciones estrechas", y señalando que "las leyes no podían abordar las necesidades inmediatas de las víctimas ni podían ofrecer remedios prácticos en términos de ayuda médica, hogares de corta estancia, guarderías, apoyo psicológico, refugios o asistencia económica o material a las mujeres que más necesitan".
Aunque las leyes indias contra la dote han estado en vigor durante décadas, han sido criticadas en gran medida por ser ineficaces. La práctica de las muertes y asesinatos por dote continúa teniendo lugar sin control en muchas partes de la India y esto se ha sumado aún más a las preocupaciones de la aplicación.

## Pakistán
En Pakistán, la donación y la expectativa de una dote (llamada Jahez) es parte de la cultura, con más del 95% de los matrimonios en cada región de Pakistán que implican el traslado de una dote de la familia de la novia a la familia de un novio.
Las muertes por dote han estado aumentando en Pakistán durante décadas. La violencia y las muertes relacionadas con la dote se han generalizado desde que Pakistán se convirtió en una nación independiente. Con más de 2.000 muertes relacionadas con la dote al año, y tasas anuales que superan las 2,45 muertes por cada 100.000 mujeres por violencia relacionada con la dote, Pakistán tiene el mayor número reportado de tasas de mortalidad por 100.000 mujeres en el mundo.
Hay cierta controversia sobre las tasas de mortalidad por dote en Pakistán. Algunas publicaciones sugieren que los funcionarios de Pakistán no registran muertes por dote, y que las tasas de mortalidad están culturalmente subnotificadas y pueden ser significativamente más altas. Por ejemplo, Nasrullah informa de tasas promedio totales anuales de quema de estufas de 33 por 100.000 mujeres en Pakistán, de las cuales el 49% fueron intencionales, o una tasa anual promedio de aproximadamente 16 por 100.000 mujeres.
El proyecto de ley de dote y regalos matrimoniales de Pakistán (restricción) de 2008, restringe la dote a 30.000 PKR (~300 USD), mientras que el valor total de los regalos nupciales está limitado a 50.000 PKR.[La ley ilegalizó las demandas de dote por parte de la familia del novio, así como la exhibición pública de dote antes o durante la boda. Sin embargo, esta y otras leyes similares contra la dote de 1967, 1976 y 1998, así como la Ley de Tribunales de Familia de 1964, han demostrado ser inaplicables. Activistas como SACHET, Pakistán, afirman que la policía se niega a registrar y procesar las denuncias de violencia doméstica relacionada con la dote y lesiones mortales.
Varios gobiernos militares y civiles elegidos democráticamente en Pakistán han tratado de prohibir la exhibición tradicional de dote y partidos caros (walima). Uno de esos intentos fue la Ley de 1997, la Ordenanza (XV) de 1998 y la Ordenanza (III) de 1999. Estos fueron impugnados en el Tribunal Supremo de Pakistán. El peticionario citó una serie de hadices bajo las leyes religiosas de la Sharia para demostrar que el Islam fomentaba la walima y las prácticas consuetudinarias relacionadas. El peticionario afirmó que el esfuerzo del gobierno de Pakistán por promulgar estas leyes va en contra de las órdenes judiciales del Islam. La Corte Suprema declaró inconstitucionales estas leyes y ordenanzas.

## Bangladés
En Bangladés, la dote se llama joutuk (en bengalí: য ?? নান), y también una causa significativa de muerte. Se informa que entre 0,6 y 2,8 novias al año por cada 100.000 mujeres mueren a causa de la violencia relacionada con la dote en los últimos años. Los métodos de muerte incluyen suicidios, incendios y otras formas de violencia doméstica. En 2013, Bangladés informó que 4.470 mujeres fueron víctimas de violencia relacionada con la dote durante un período de 10 meses, o la violencia dote victimizó a unas 7,2 novias al año por cada 100.000 mujeres en Bangladés.

## Irán
La dote es una antigua costumbre de Persia, y localmente llamada jahâz (a veces deletreada jahiziyeh).[La violencia y las muertes relacionadas con la dote en Irán se informan en los periódicos iraníes, algunas de las cuales aparecen en los medios de comunicación ingleses.[Kiani et al., en un estudio de 2014, informan de muertes por dote en Irán.La película de 2018 de la directora iraní Maryam Zahirimehr "¿Sin fin?" aborda el trauma relacionado con una muerte por dote en Irán.

## Esfuerzos internacionales de erradicación
Los informes de incidentes de muertes por dote han atraído el interés público y han provocado un movimiento activista global que busca poner fin a la práctica. De esta comunidad activista, las Naciones Unidas (ONU) han desempeñado un papel fundamental en la lucha contra la violencia contra las mujeres, incluidas las muertes por dote.

### Organización de las Naciones Unidas
Las Naciones Unidas han sido defensoras de los derechos de la mujer desde su creación en 1945, estableciéndolo explícitamente en el Preámbulo de su Carta,la Declaración Universal de Derechos Humanos (adoptada en 1948), el Pacto Internacional de Derechos Civiles y Políticos(adoptado en 1966), el Pacto Internacional de Derechos Económicos, Sociales y Culturales(también aprobado en 1966) (estos tres documentos se conocen colectivamente como la Carta Internacional de Derechos) y la Convención sobre la Eliminación de Todas las Formas de Discriminación contra la Mujer (CEDAW)(2012).
El Fondo de las Naciones Unidas para la Infancia (UNICEF), aunque se centró principalmente en mejorar la calidad de la educación disponible para los niños en todo el mundo, también ha adoptado una postura proactiva contra la muerte por dote. El 9 de marzo (Día Internacional de la Mujer), 2009, en una conferencia de prensa en Washington D. C., la Directora Ejecutiva de UNICEF, Ann M. Veneman, condenó públicamente las muertes por dote y los sistemas legislativos que permiten que los culpables queden impunes.[En 2009, UNICEF lanzó su primer Plan de Acción Prioritario Estratégico para la Igualdad de Género, al que siguió un segundo Plan de Acción en 2010. El objetivo de estos planes ha sido hacer de la igualdad de género una prioridad más alta en todos los programas y funciones internacionales de UNICEF.

### Organizaciones privadas
Amnistía Internacional, en un esfuerzo por educar al público, ha citado las muertes por dote como uno de los principales contribuyentes a la violencia mundial contra las mujeres.Además, en sus evaluaciones anuales de derechos humanos, Amnistía Internacional critica a la India por los casos de muertes por dote, así como por la impunidad proporcionada a sus autores.
Human Rights Watch también ha criticado al gobierno indio por su incapacidad para hacer ningún progreso hacia la eliminación de las muertes por dote y su desempeño mediocre por llevar a sus autores ante la justicia en 2011.[En 2004, el Fondo Mundial para la Mujer lanzó su proyecto de financiación "Ahora o nunca". Esta campaña espera recaudar fondos a nivel nacional y, en consecuencia, financiar los esfuerzos de las organizaciones feministas de todo el mundo, incluidas las activistas de los derechos de las mujeres indias. A partir de 2007, el fondo Now or Never ha recaudado y distribuido alrededor de 7 millones de dólares.
Una organización relativamente más pequeña, el Día V, se ha dedicado a poner fin a la violencia contra las mujeres. Al organizar eventos como obras de teatro, exposiciones de arte y talleres en comunidades y campus universitarios de todo Estados Unidos, el Día V recauda fondos y educa al público sobre temas de violencia de género, incluida la muerte por dote. Las obras de teatro de larga duración sobre muertes por dote incluyen 'The Bride Who Would Not Burn.